# Elecciones al Congreso de los Diputados de noviembre de 2019 (Vizcaya)
Las elecciones al Congreso de los Diputados de noviembre de 2019 se celebraron en la provincia de Vizcaya el domingo 10 de noviembre, como parte de las elecciones generales convocadas por Real Decreto dispuesto el 4 de marzo de 2019 y publicado en el Boletín Oficial del Estado el día siguiente. Se eligieron los 8 diputados del Congreso correspondientes a la circunscripción electoral de Vizcaya, mediante un sistema proporcional (método d'Hondt) con listas cerradas y un umbral electoral del 3%.

## Resultados
Los comicios depararon 3 escaños al Partido Nacionalista Vasco, 2 al Partido Socialista de Euskadi-Euskadiko Ezkerra y 1 a Elkarrekin Podemos, a Euskal Herria Bildu y al Partido Popular
| Candidatura                                                | Candidatura                                                   | Votos   | %                                       | Escaños                                 |
| ---------------------------------------------------------- | ------------------------------------------------------------- | ------- | --------------------------------------- | --------------------------------------- |
|                                                            | Partido Nacionalista Vasco (EAJ-PNV)                          | 221 979 | 35,43                                   | 3                                       |
|                                                            | Partido Socialista de Euskadi-Euskadiko Ezkerra (PSE-EE-PSOE) | 120 566 | 19,24                                   | 2                                       |
|                                                            | Unidas Podemos (Podemos-IU-Equo)                              | 97 125  | 15,50                                   | 1                                       |
|                                                            | EH Bildu (EH Bildu)                                           | 94 669  | 15,11                                   | 1                                       |
|                                                            | Partido Popular (PP)                                          | 55 621  | 8,88                                    | 1                                       |
|                                                            |                                                               |         |                                         |                                         |
| Vox (Vox)                                                  | Vox (Vox)                                                     | 15 284  | 2,44                                    | 0                                       |
| Más País-EQUO                                              | Más País-EQUO                                                 | 8542    | 1,36                                    | 0                                       |
| Ciudadanos-Partido de la Ciudadanía (Cs)                   | Ciudadanos-Partido de la Ciudadanía (Cs)                      | 6929    | 1,11                                    | 0                                       |
| Partido Animalista Contra el Maltrato Animal (PACMA)       | Partido Animalista Contra el Maltrato Animal (PACMA)          | 3783    | 0,60                                    | 0                                       |
| Recortes Cero-Grupo Verde (R0-GV)                          | Recortes Cero-Grupo Verde (R0-GV)                             | 753     | 0,12                                    | 0                                       |
| Por un Mundo más Justo (PUM+J)                             | Por un Mundo más Justo (PUM+J)                                | 494     | 0,08                                    | 0                                       |
| Partido Comunista de los Trabajadores de Euskadi (PCTE/EK) | Partido Comunista de los Trabajadores de Euskadi (PCTE/EK)    | 491     | 0,08                                    | 0                                       |
| Partido de Acción Solidaria Europea (Solidaria)            | Partido de Acción Solidaria Europea (Solidaria)               | 270     | 0,04                                    | 0                                       |
| Votos válidos                                              | Votos válidos                                                 | 626 507 | 100,00                                  | 8                                       |
| Votos nulos                                                | Votos nulos                                                   | 3665    | Participación: · \| \| 75,76 % \| 9,00% | Participación: · \| \| 75,76 % \| 9,00% |
| Votantes                                                   | Votantes                                                      | 633 977 | Participación: · \| \| 75,76 % \| 9,00% | Participación: · \| \| 75,76 % \| 9,00% |
| Electores                                                  | Electores                                                     | 949 598 | Participación: · \| \| 75,76 % \| 9,00% | Participación: · \| \| 75,76 % \| 9,00% |
|                                                            | 75,76 %                                                       |         |                                         |                                         |

## Diputados electos
Relación de diputados electos:
| N.º | Nombre                               | Lista | Lista          |
| --- | ------------------------------------ | ----- | -------------- |
| 1   | Aitor Esteban Bravo                  |       | EAJ-PNV        |
| 2   | Idoia Sagastizabal Unzetabarrenetxea |       | EAJ-PNV        |
| 3   | Patxi López Álvarez                  |       | PSE-EE-PSOE    |
| 3   | Roberto Uriarte Torrealday           |       | Unidas Podemos |
| 5   | Oskar Matute García de Jalón         |       | EH Bildu       |
| 6   | Josune Gorospe Elezkano              |       | EAJ-PNV        |
| 7   | María Guijarro Ceballos              |       | PSE-EE-PSOE    |
| 8   | Beatriz Álvarez Fanjul               |       | PP             |